# 高鍋町立高鍋西小学校
高鍋町立高鍋西小学校（たかなべちょうりつ たかなべにししょうがっこう）は、宮崎県児湯郡高鍋町上江にある公立小学校である。

## 概要
- 生徒数：488名
- 学級数：標準17 特別支援2
（2015年8月現在）[1]

## 教育方針
校訓
「信」「愛」「和」
教育目標
生命の尊重を基本理念とし、地域・学校・家庭の機能を生かし、相互の連携を図りながら「たくましい体・豊かな心・すぐれた知性」をそなえた実践力・表現力のある児童の育成
目指す児童像
- 元気な 子ども
- やさしい子ども
- よく考える子ども
- 高鍋を大好きな子ども

## 沿革
- 1880年（明治13年） - 1月29日、「上江小学校」を設立。
- 1887年（明治20年） - 4月、嶋田小学校と合併し、高鍋・上江両村共立の「高鍋小学校」となる[2]。
- 1892年（明治25年） - 「高鍋上江村組合小学校」に改称[3]。
- 1893年（明治26年） - 6月、「高鍋尋常高等小学校」に改称[3]。
- 1895年（明治28年） - 4月、尋常科を「高鍋尋常小学校」に、高等科を「高鍋高等小学校」に分離[3]。
- 1893年（明治37年） - 3月10日、高鍋上江村組合が解散し[4]、平原小薄に「上江尋常小学校」を開校。清水小学校を廃し、市の山小学校を分教場とする[5]。
- 1908年（明治41年） - 4月1日、商等科を併置し、「上江尋常高等小学校」に改称[6]。
- 1909年（明治42年） - 5月21日、持田尋常小学校を廃止し、持田分教場を設置[6]。
- 1941年（昭和16年） - 4月1日、国民学校令の施行により、「上江国民学校」に改称[7]。
- 1947年（昭和22年） - 4月1日、学制改革（六・三制の実施）により、「高鍋町立高鍋西小学校」に改称。
- 1956年（昭和31年） - 10月25日、学校給食を開始。
- 1964年（昭和39年） - 3月31日、持田分校が廃校。
- 1966年（昭和41年） - 3月31日、市の山分校が廃校。
- 1967年（昭和42年） - 4月13日、特殊学級を開設。
- 1973年（昭和48年） - 3月14日、新講堂が竣工。
- 1975年（昭和50年） - 7月11日、新プールが竣工。
- 1991年（平成3年） - 3月20日、110周年記念事業として「みどりの教室」が竣工。

## 交通
最寄りの鉄道駅
JR日豊本線 高鍋駅より3.4km（車8分）
最寄りのバス停
宮崎交通バス 「西小前」バス停より80m（徒歩1分）
最寄りの道路
宮崎県道304号木城高鍋線 「高鍋町畑田」交差点

## 周辺
- 高鍋町立高鍋西中学校

## 著名な出身者
- かみちぃ(ジェラードン)